# Phyllanthus imbricatus
Phyllanthus imbricatus är en emblikaväxtart som beskrevs av Grady Linder Webster. Phyllanthus imbricatus ingår i släktet Phyllanthus och familjen emblikaväxter. Inga underarter finns listade i Catalogue of Life.